# Leukothea (Mythologie)

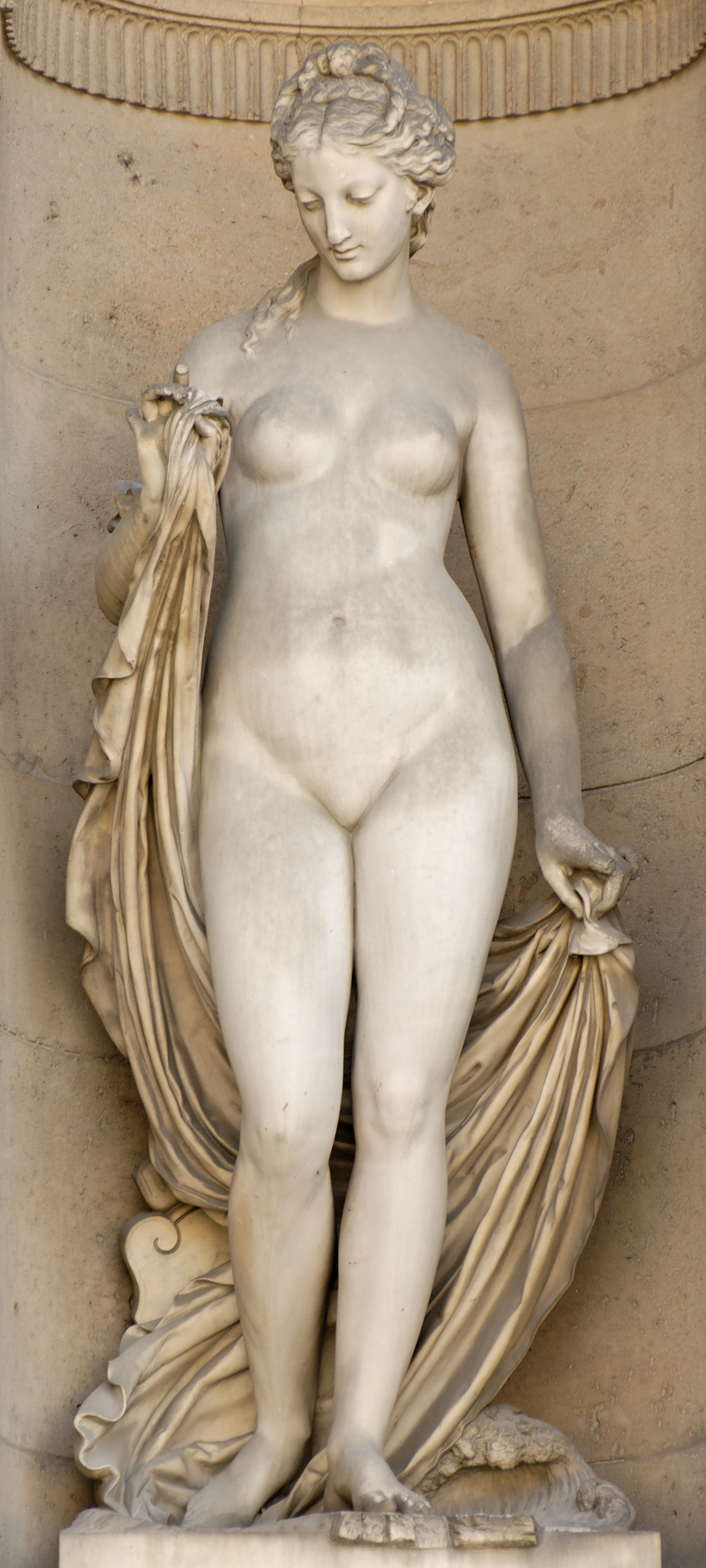
Leukothea von Jean Jules Allasseur (1862), Cour Carrée des Louvre

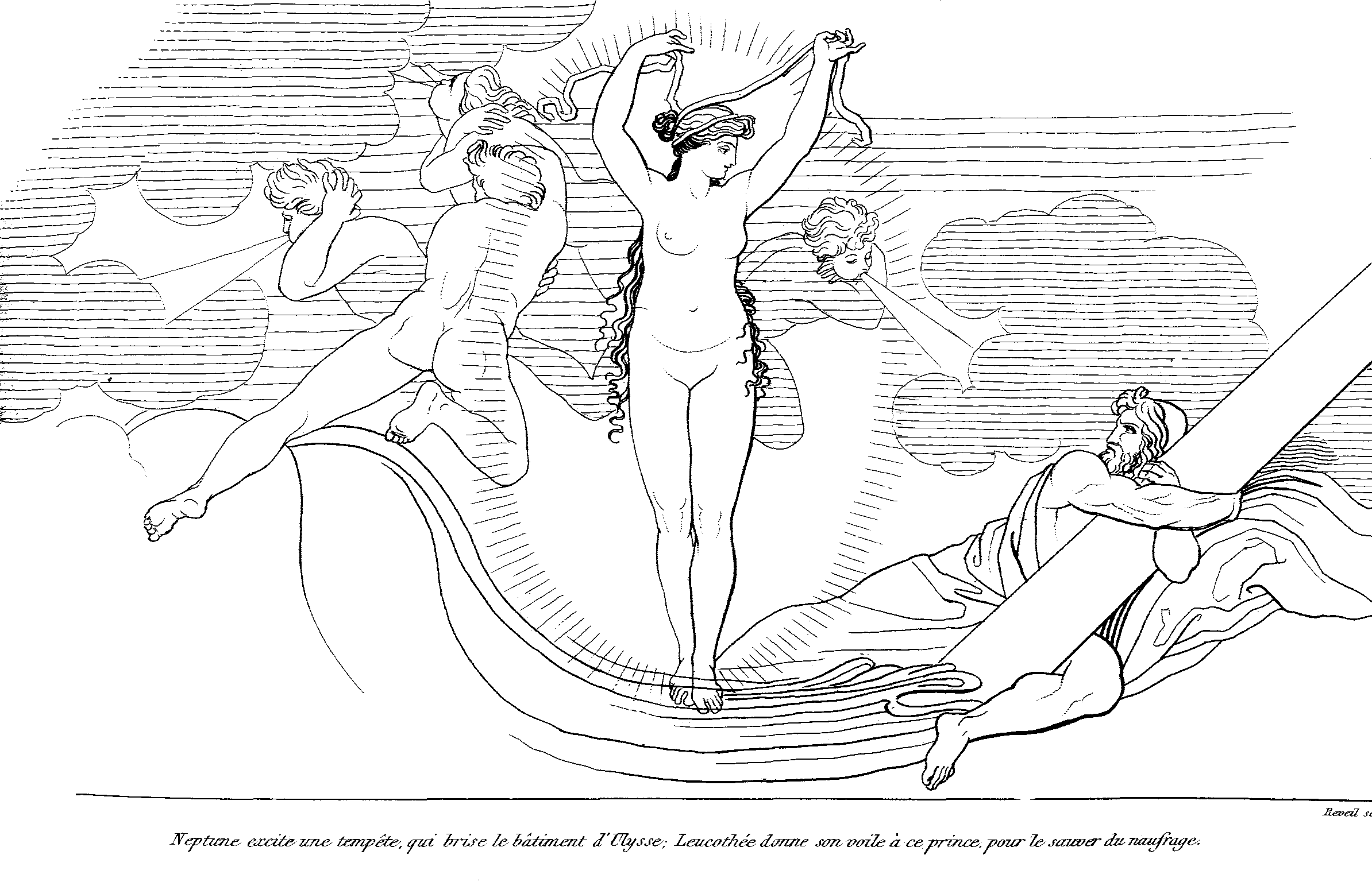
Leukothea erscheint dem schiffbrüchigen Odysseus (Illustration von John Flaxman (1810))

Leukothea (altgriechisch Λευκοθέα Leukothéa, deutsch ‚weiße Göttin‘) ist in der griechischen Mythologie die unter die Meeresgötter aufgenommene Ino, nach einer anderen Lesart die vergöttlichte Halia.

## Mythos
Ino und ihr Ehemann Athamas sind die Pflegeeltern des Dionysos, des Zeussohnes mit Semele. Die eifersüchtige Hera, Gattin des Zeus, schlägt Athamas mit Wahnsinn, so dass er seinen ältesten Sohn Learchos erschlug. Bei Pseudo-Apollodor wird auch Ino wahnsinnig und kocht ihren jüngeren Sohn Melikertes in einem Kessel, mit dem sie dann von einer Klippe in das Meer springt.
Hyginus Mythographus berichtet, dass Ino einen Anschlag auf Phrixos und Helle, die Kinder Athamas’ aus erster Ehe, geplant habe. Athamas, rasend vor Zorn, habe darauf versucht, Ino und Melikertes zu töten, doch Dionysos rettete seine Amme durch einen Nebel. Später habe sich Ino mit Melikertes ins Meer gestürzt. In allen Varianten werden Ino und Melikertes unter die Meergötter aufgenommen. Bei Ovid ist es Venus-Aphrodite (die Mutter der Harmonia und daher Großmutter der Ino), die Poseidon bittet, die beiden zu retten und in Götter zu verwandeln.
Pausanias bezeichnet den Molurischen Felsen bei Megara als die Klippe, von der Ino in das Meer sprang, und die Stelle, an der sie als Leukothea das Land wieder betrat, befinde sich an der Küste Messeniens unterhalb des Mathia-Gebirges. An einer anderen Stelle berichtet Pausanias die megarische Sage, der Leichnam der Ino sei bei Megara an Land geschwemmt und von Kleso und Tauropolis, den Töchtern Klesons, begraben worden.
Sie und ihr Sohn Melikertes, als Gott der Häfen unter dem Namen Palaimon verehrt, galten als wohltätige Gottheiten der stürmischen See, welche Bedrängten und Schiffbrüchigen Beistand gewährten. Ein Beispiel davon enthält die Odyssee, in der der schiffbrüchige Odysseus von Leukothea den Rat erhält, sein Floß zu verlassen und sich schwimmend ins Land der Phaiaken zu retten. Sie gibt ihm hierzu ihren Schleier bzw. ihre Kopfbinde, der bzw. die ihn, unter die Brust gebunden, vor den Gefahren des Meeres schützen soll.
Bei den Römern entsprach der Leukothea die Mater Matuta.

## Rezeption
In einer weit über die griechische Meeresgottheit hinausweisenden Form wird die „Weiße Göttin“ in dem 1948 erschienenen gleichnamigen Werk des englischen Dichters Robert Graves behandelt. Hier ist die „Weiße Göttin“ eine universale Gottheit und die Muttergottheit schlechthin. Das Werk hatte vor allem in den 1960er und 70er Jahren erheblichen Einfluss auf die New-Age-Bewegung und neopagane Religionen. Die Gottheit Ino/Leukothea und der zugehörige Sagenkreis erscheinen allerdings in Graves’ Werk eher am Rande.